# Menegazzia minuta
Menegazzia minuta är en lavart som beskrevs av P. James & Kantvilas. Menegazzia minuta ingår i släktet Menegazzia och familjen Parmeliaceae.   Inga underarter finns listade i Catalogue of Life.